# Кобилята
Кобилята (пол. Kobylata) — село в Польщі, у гміні Клодава Кольського повіту Великопольського воєводства.
Населення — 147 осіб (2011).
У 1975-1998 роках село належало до Конінського воєводства.

## Демографія
Демографічна структура станом на 31 березня 2011 року:
|          | Загалом | Допрацездатний вік | Працездатний вік | Постпрацездатний вік |
| -------- | ------- | ------------------ | ---------------- | -------------------- |
| Чоловіки | 66      | 11                 | 42               | 13                   |
| Жінки    | 81      | 19                 | 39               | 23                   |
| Разом    | 147     | 30                 | 81               | 36                   |